# Robert Hirsch
Robert Hirsch (L’Isle-Adam, 1925. július 26. – Párizs, 2017. november 16.) César-díjas francia színész.

## Filmjei

### Mozifilmek
- Le dindon (1951)
- A Versailles-i kastély (Si Versailles m’était conté…) (1954)
- Les intrigantes (1954)
- Votre dévoué Blake (1954)
- Sztriptíz-kisasszony (En effeuillant la marguerite) (1956)
- A párizsi Notre-Dame (Notre-Dame de Paris) (1956)
- La Bigorne, caporal de France (1958)
- Mimi Pinson (1958)
- Maigret és a Saint-Fiacre ügy (Maigret et l'affaire Saint-Fiacre) (1959)
- Ördögi trükk (125 rue Montmartre) (1959)
- Adieu Philippine (1962)
- Pas question le samedi (1965)
- Hamis pénz (Monnaie de singe) (1966)
- A veszedelmes szerep (Martin Soldat) (1966)
- Minden nő bolondul érte (Toutes folles de lui) (1967)
- A nagymenő (Les cracks) (1968)
- Appelez-moi Mathilde (1969)
- Sokkos kezelés (Traitement de choc) (1973)
- Chobizenesse (1975)
- A bűntény (La crime) (1983)
- Hiver 54, l'abbé Pierre (1989)
- Az én pasim (Mon homme) (1996)
- Végzetes hipnózis (Mortel transfert) (2001)
- Une affaire privée (2002)
- L'antiquaire (2015)

### Tv-filmek
- Le réveillon (1955)
- Les trois mousquetaires (1959)
- La nuit des rois (1962)
- Teuf-teuf (1963)
- Kean: Un roi de théâtre (1972)
- Georges Dandin (1973)
- Tartuffe (1975)
- Trente ans ou La vie d'un joueur (1975)
- Le docteur noir (1975)
- Don César de Bazan (1976)
- Robert Macaire (1976)
- Les papas naissent dans les armoires (1979)
- Deburau (1982)
- Chacun sa vérité (1987)
- Une folie (1995)
- Volpone (2003)
- Sarah (2003)
- Le grand restaurant II (2011)
- Manon Lescaut (2013)
- Le père (2014)

### Tv-sorozatok
- Trente-Six Chandelles (1956, egy epizódban)
- Au théâtre ce soir (1970, egy epizódban)
- Maupassant történeteiből (Chez Maupassant) (2011, egy epizódban)